# Unsere Besten
Unsere Besten ("Nosso Melhor") foi uma série de televisão da ZDF, baseado no programa da BBC, "Great Britons", e emitido em Novembro de 2003.

## Funcionamento
A ideia da série era saber "Quem era os maiores alemães?" (Wer sind die größten Deutschen?). O público alemão podia votar (através de carta, SMS ou internet) para o mais importante alemão, histórico ou contemporâneo, de uma lista com mais de 300 pessoas, mais sugestões adicionais.
Esta lista foi criada por duas razões:
- Excluir figuras controversas de determinadas eras da história alemã, como Adolf Hitler e Erich Honecker.
- Decidir previamente quem era realmente considerado "alemão", devido às complicações da história alemã e suas mudanças de fronteiras, que deveriam ser excluídas pessoas como Mozart e a actriz austríaca Romy Schneider.

Entretanto, a inclusão de Nicolaus Copernicus na lista científica causou controvérsia na Polónia onde ele é referenciado como herói nacional. Igualmente criticadas foram as inclusões de Mozart e Freud por parte do público austríaco.

## Defensores
Para as dez posições do topo da lista, uma votação adicional foi feita, onde cada candidato foi defendido por um "embaixador", na maioria jornalistas, que explicaram o trabalho e a importância da personalidade em questão.
| Defensor           | Personalidade              |
| ------------------ | -------------------------- |
| Guido Knopp        | Konrad Adenauer            |
| Margot Käßmann     | Martinho Lutero            |
| Gregor Gysi        | Karl Marx                  |
| Alice Schwarzer    | Sophie e Hans Scholl       |
| Friedrich Nowottny | Willy Brandt               |
| Götz Alsmann       | Johann Sebastian Bach      |
| Peter Sodann       | Johann Wolfgang von Goethe |
| Wolf von Lojewski  | Johannes Gutenberg         |
| Helmut Markwort    | Otto von Bismarck          |
| Nina Ruge          | Albert Einstein            |

A lista final foi divulgada como é mostrada abaixo (em ordem decrescente). Muitas figuras desconhecidas aparecem em posições relativamente altas, como o caso do cantor Daniel Küblböck que aparece na 15ª posição ou de Silke Fritzen, que teve a sua entrada na lista organizada por membros de um fórum de internet que decidiram homenagear um dos seus membros.

## A lista

### Top 10
| Nome                       | Nome                                                   | Nasc.     | Morte | Cargo/profissão                                                 |
| -------------------------- | ------------------------------------------------------ | --------- | ----- | --------------------------------------------------------------- |
| Konrad Adenauer            | Konrad Adenauer                                        | 1876      | 1967  | Chanceler da Rep. Fed. da Alemanha (1949 - 1963)                |
| Martinho Lutero            | Martinho Lutero                                        | 1483      | 1546  | Teólogo líder da Reforma Protestante                            |
| Karl Marx                  | Karl Marx                                              | 1818      | 1883  | Político, economista e filósofo                                 |
|                            | Sophie Scholl e Hans Scholl                            | 1921/1918 | 1943  | Estudantes anti-nazi do movimento Rosa Branca                   |
| Willy Brandt               | Willy Brandt                                           | 1913      | 1992  | Chanceler da Rep. Fed. da Alemanha (1969 - 1974)                |
| Johann Sebastian Bach      | Johann Sebastian Bach                                  | 1685      | 1750  | Compositor do período barroco da música erudita                 |
| Johann Wolfgang von Goethe | Johann Wolfgang von Goethe                             | 1749      | 1832  | Escritor, cientista, filósofo e botânico                        |
| Johannes Gutenberg         | Johannes Gutenberg                                     | 1400      | 1468  | Inventor da Prensa móvel                                        |
| Otto von Bismarck          | Otto von Bismarck (Príncipe e Duque Otto von Bismarck) | 1815      | 1898  | Fundador do Império Alemão                                      |
| Albert Einstein            | Albert Einstein                                        | 1879      | 1955  | Autor da Teoria da relatividade e Prémio Nobel da Física (1921) |